# Barbus
Barbus – rodzaj słodkowodnych ryb karpiokształtnych z  rodziny karpiowatych (Cyprinidae). Gatunki zaliczane do tego rodzaju często określane są w języku polskim nazwą brzana lub brzanka, choć terminy te – znane i stosowane w akwarystyce – obejmują również ryby z rodzajów Puntius i innych.

## Występowanie
Zasiedlają słodkie wody południowej Azji, Afryki i Europy. Większość gatunków występuje w Azji Południowo-Wschodniej.

## Cechy charakterystyczne
Ryby zaliczane do tego rodzaju mają wydłużone ciało, zęby gardłowe ustawione w trzech szeregach.

## Taksonomia
W rodzaju Barbus sklasyfikowano liczne gatunki. Pozycja systematyczna wielu z nich jest nadal niejasna. Gatunkiem typowym rodzaju jest Cyprinus barbus (Barbus barbus). Prowadzone badania molekularne wykazują konieczność przeprowadzenia gruntownej rewizji rodzaju. Odkrywane są nowe gatunki, a wśród już poznanych proponowane są istotne zmiany. Wśród populacji jednego z gatunków (B. petenyi) Kotlik i inni wykazali istnienie trzech odrębnych (B. petenyi, B. carpathicus i B. balcanicus). Występująca w Polsce brzana karpacka podnoszona jest do rangi nowego gatunku.

## Klasyfikacja
Gatunki zaliczane do tego rodzaju:
| - Barbus ablabes – brzanka pomarańczowa - Barbus aboinensis - Barbus acuticeps - Barbus afrohamiltoni - Barbus afrovernayi - Barbus albanicus – brzana albańska - Barbus aliciae - Barbus alluaudi - Barbus aloyi - Barbus altidorsalis - Barbus amanpoae - Barbus amatolicus - Barbus andrewi - Barbus anema - Barbus annectens - Barbus anniae - Barbus anoplus - Barbus ansorgii - Barbus apleurogramma - Barbus arabicus - Barbus arambourgi - Barbus arcislongae - Barbus argenteus - Barbus aspilus - Barbus atakorensis - Barbus atkinsoni - Barbus atromaculatus - Barbus bagbwensis - Barbus balcanicus - Barbus barbulus - Barbus barbus – brzana pospolita, brzana - Barbus barnardi - Barbus barotseensis - Barbus baudoni - Barbus bawkuensis - Barbus bergi - Barbus bifrenatus - Barbus bigornei - Barbus boboi - Barbus borysthenicus - Barbus bourdariei - Barbus brachygramma - Barbus brazzai - Barbus breviceps - Barbus brevidorsalis - Barbus brevilateralis - Barbus brevipinnis - Barbus brichardi - Barbus bynni - Barbus cadenati - Barbus calidus - Barbus callensis - Barbus callipterus – brzana plamkopłetwa - Barbus camptacanthus - Barbus candens - Barbus caninus - Barbus carcharhinoides - Barbus carens - Barbus carottae - Barbus carpathicus - Barbus castrasibutum - Barbus catenarius - Barbus caudosignatus - Barbus cercops - Barbus chicapaensis - Barbus chiumbeensis - Barbus chlorotaenia - Barbus choloensis - Barbus ciscaucasicus - Barbus citrinus - Barbus claudinae - Barbus clauseni - Barbus collarti - Barbus condei - Barbus cyclolepis – brzana krągłołuska - Barbus dartevellei - Barbus deguidei - Barbus deserti - Barbus dialonensis - Barbus diamouanganai - Barbus ditinensis - Barbus dorsolineatus - Barbus eburneensis - Barbus elephantis - Barbus ensis - Barbus ercisianus - Barbus erubescens - Barbus erythrozonus - Barbus ethiopicus - Barbus euboicus - Barbus eurystomus - Barbus eutaenia - Barbus evansi - Barbus fasciolatus – brzana tygrysia - Barbus fasolt - Barbus figuigensis - Barbus foutensis - Barbus fritschii - Barbus gananensis - Barbus gestetneri - Barbus girardi - Barbus goktschaicus – brzana gokczańska - Barbus greenwoodi - Barbus gruveli - Barbus grypus - Barbus guildi - Barbus guineensis - Barbus guirali - Barbus gulielmi - Barbus gurneyi - Barbus haasi - Barbus haasianus - Barbus harterti - Barbus holotaenia – brzana czarnopasa - Barbus hospes - Barbus huguenyi - Barbus huloti - Barbus hulstaerti – brzanka motyla - Barbus humeralis - Barbus humilis - Barbus humphri - Barbus inaequalis - Barbus innocens - Barbus issenensis - Barbus iturii - Barbus jacksoni - Barbus jae - Barbus janssensi - Barbus jubbi - Barbus kamolondoensis - Barbus kerstenii - Barbus kessleri - Barbus kissiensis - Barbus ksibi - Barbus kubanicus - Barbus kuiluensis - Barbus lacerta - Barbus lagensis - Barbus lamani - Barbus laticeps - Barbus lauzannei - Barbus leonensis - Barbus lepineyi - Barbus leptopogon - Barbus liberiensis - Barbus lineomaculatus - Barbus longiceps - Barbus longifilis - Barbus lornae - Barbus lorteti - Barbus loveridgii - Barbus luapulae - Barbus lufukiensis - Barbus luikae - Barbus lujae - Barbus lukindae | - Barbus lukusiensis - Barbus luluae - Barbus macedonicus - Barbus machadoi - Barbus macinensis - Barbus macroceps - Barbus macrolepis - Barbus macrops - Barbus macrotaenia - Barbus magdalenae - Barbus magniatlantis - Barbus manicensis - Barbus mariae - Barbus marmoratus - Barbus martorelli - Barbus massaensis - Barbus matthesi - Barbus mattozi - Barbus mawambi - Barbus mawambiensis - Barbus mediosquamatus - Barbus melanotaenia - Barbus meridionalis – brzana południowa - Barbus microbarbis - Barbus microterolepis - Barbus mimus - Barbus miolepis - Barbus mirabilis - Barbus mocoensis - Barbus mohasicus - Barbus motebensis - Barbus moulouyensis - Barbus multilineatus - Barbus musumbi - Barbus myersi - Barbus nanningsi - Barbus nasus - Barbus neefi - Barbus neglectus - Barbus neumayeri - Barbus nigeriensis - Barbus nigrifilis - Barbus nigroluteus - Barbus niluferensis - Barbus niokoloensis - Barbus nounensis - Barbus nyanzae - Barbus okae - Barbus oligogrammus - Barbus oligolepis - Barbus olivaceus - Barbus osseensis - Barbus owenae - Barbus oxyrhynchus - Barbus pagenstecheri - Barbus pallaryi - Barbus pallidus - Barbus paludinosus - Barbus papilio - Barbus parablabes - Barbus parajae - Barbus parawaldroni - Barbus paytonii - Barbus pellegrini - Barbus peloponnesius – brzana peloponeska - Barbus perince - Barbus petchkovskyi - Barbus petenyi - Barbus petitjeani - Barbus plebejus – brzana bałkańska - Barbus pleurogramma - Barbus pobeguini - Barbus poechii - Barbus potamogalis - Barbus prespensis - Barbus prionacanthus - Barbus profundus - Barbus pseudotoppini - Barbus puellus - Barbus pumilus - Barbus punctitaeniatus - Barbus pygmaeus - Barbus quadrilineatus - Barbus quadripunctatus - Barbus radiatus - Barbus raimbaulti - Barbus rebeli - Barbus reinii - Barbus rhinophorus - Barbus rohani - Barbus rosae - Barbus roussellei - Barbus rouxi - Barbus ruasae - Barbus rubrostigma - Barbus sacratus - Barbus salessei - Barbus sensitivus - Barbus serengetiensis - Barbus serra - Barbus sexradiatus - Barbus seymouri - Barbus somereni - Barbus sperchiensis - Barbus stanleyi - Barbus stappersii - Barbus stauchi - Barbus stigmasemion - Barbus stigmatopygus - Barbus strumicae - Barbus subinensis - Barbus sublineatus - Barbus subquincunciatus - Barbus sylvaticus - Barbus syntrechalepis - Barbus taeniopleura - Barbus taeniurus - Barbus tanapelagius - Barbus tangandensis - Barbus tauricus - Barbus tegulifer - Barbus tetrastigma - Barbus teugelsi - Barbus thamalakanensis - Barbus thessalus - Barbus thysi - Barbus tiekoroi - Barbus tomiensis - Barbus tongaensis - Barbus toppini - Barbus trachypterus - Barbus traorei - Barbus treurensis - Barbus trevelyani - Barbus trimaculatus - Barbus trinotatus - Barbus trispiloides - Barbus trispilomimus - Barbus trispilopleura - Barbus trispilos - Barbus tropidolepis - Barbus turkanae - Barbus tyberinus - Barbus unitaeniatus - Barbus urostigma - Barbus urotaenia - Barbus usambarae - Barbus vanderysti - Barbus venustus - Barbus viktorianus - Barbus viviparus - Barbus waleckii – brzana karpacka - Barbus walkeri - Barbus wellmani - Barbus wurtzi - Barbus yeiensis - Barbus yongei - Barbus zalbiensis - Barbus zanzibaricus |

Gatunkiem typowym jest Cyprinus barbus (B. barbus).

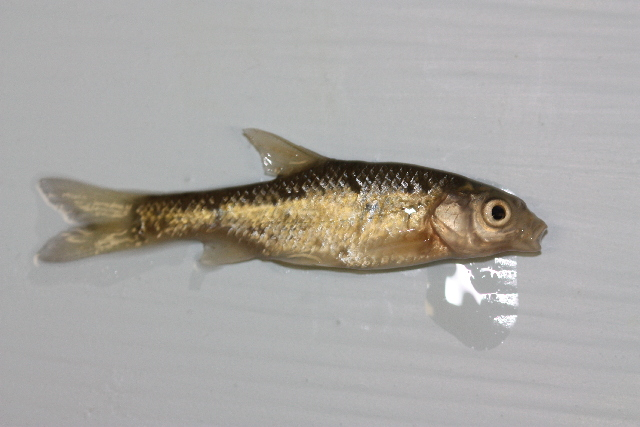
Barbus anoplus
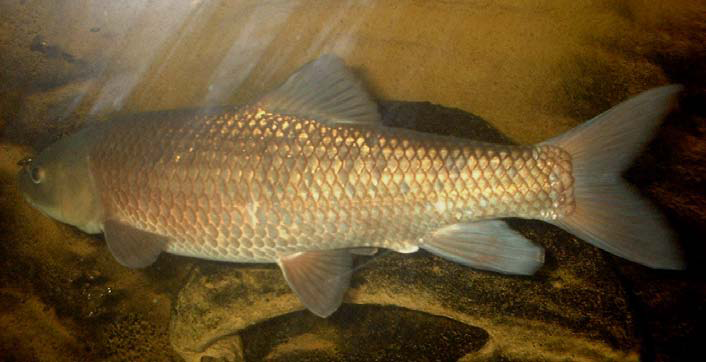
Barbus callensis
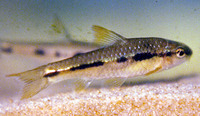
Barbus catenarius
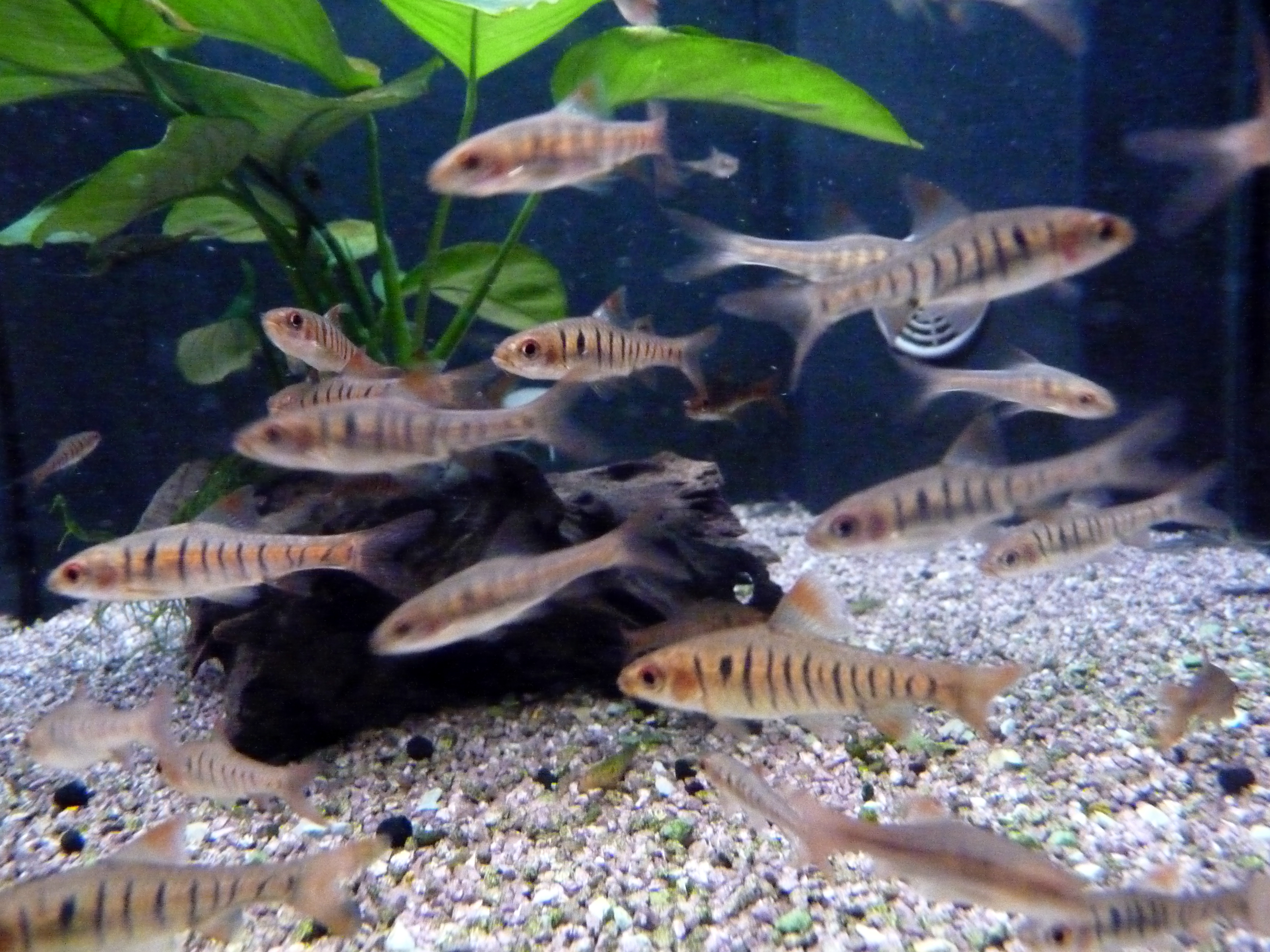
Barbus fasciolatus
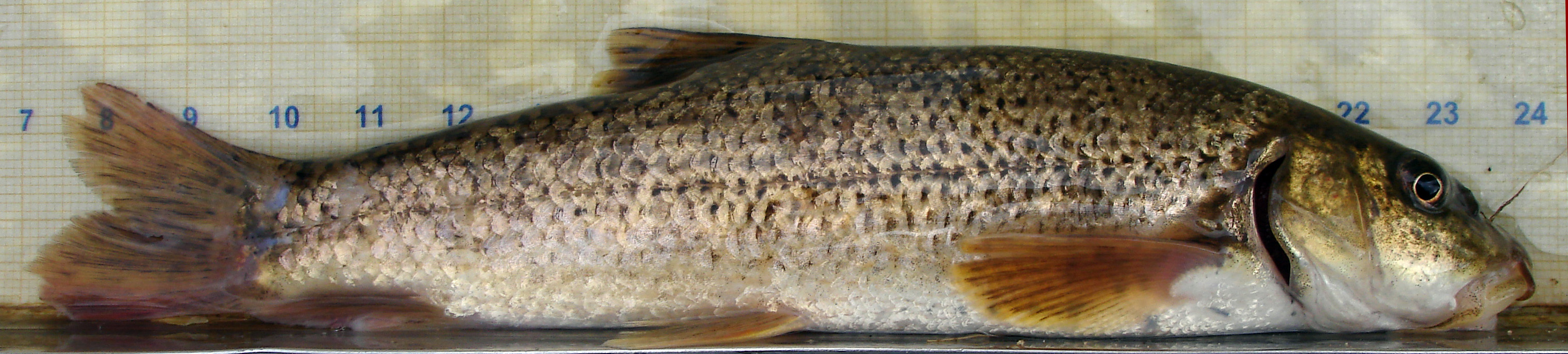
Barbus haasi
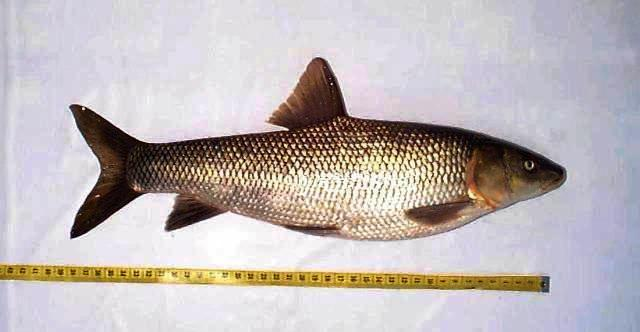
Barbus luteus
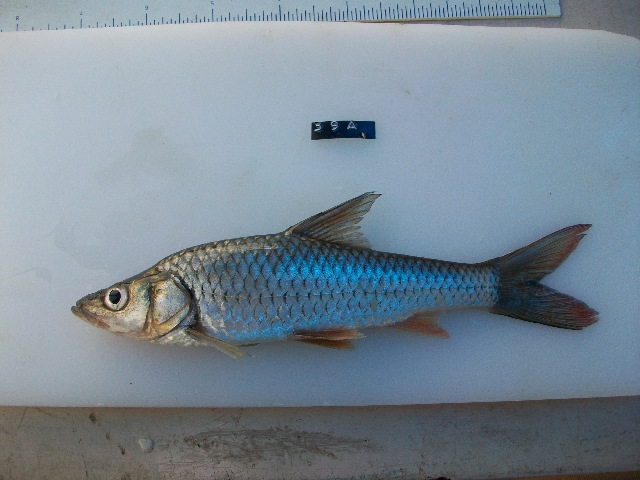
Barbus mattozi
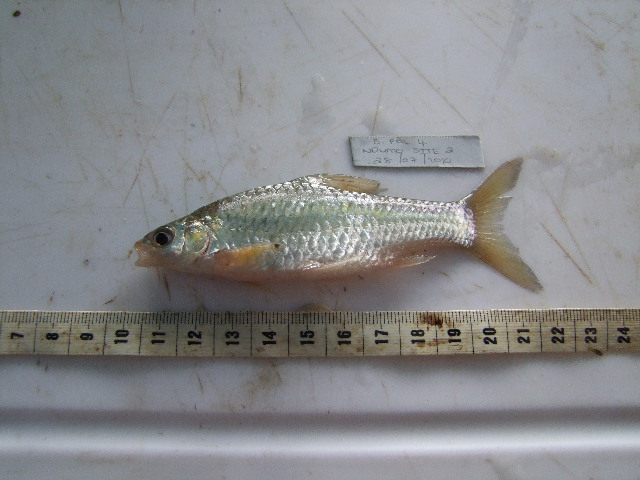
Barbus paludinosus
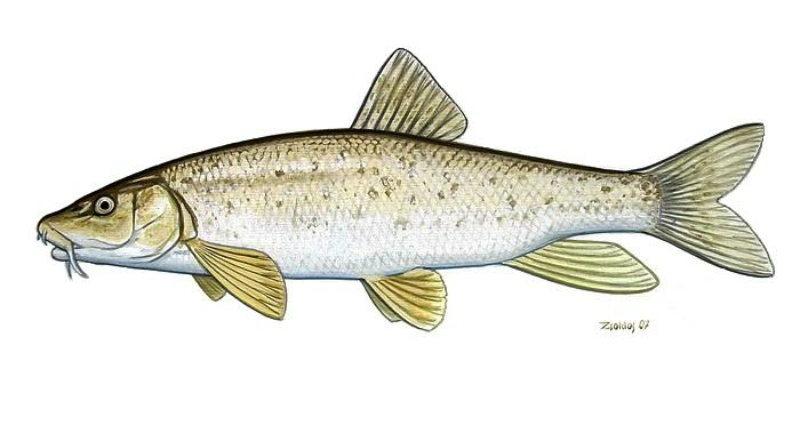
Barbus peloponnesius
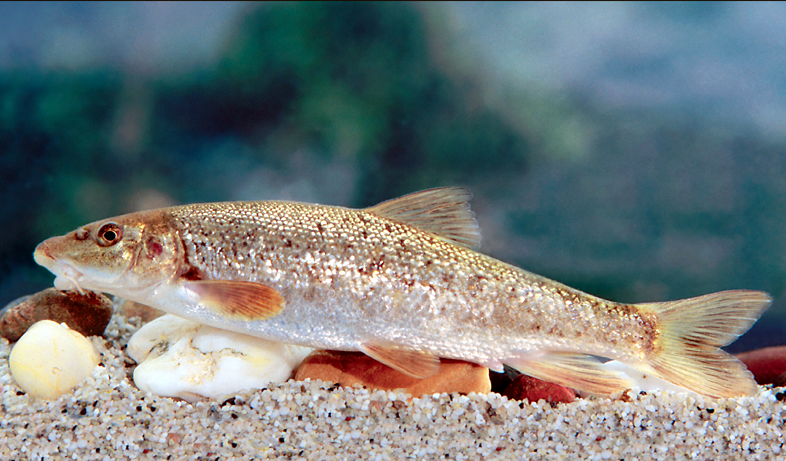
Barbus petenyi
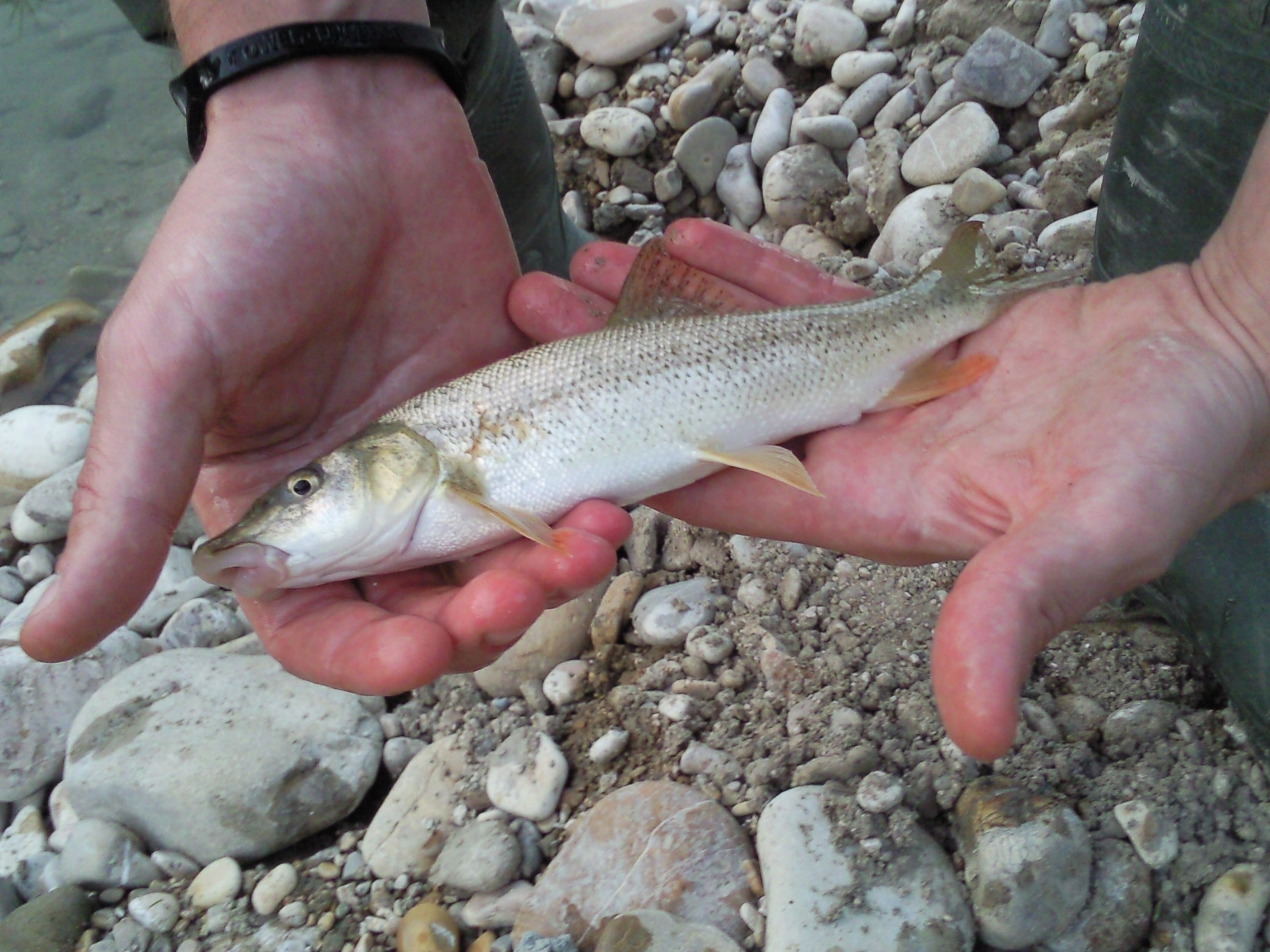
Barbus plebejus
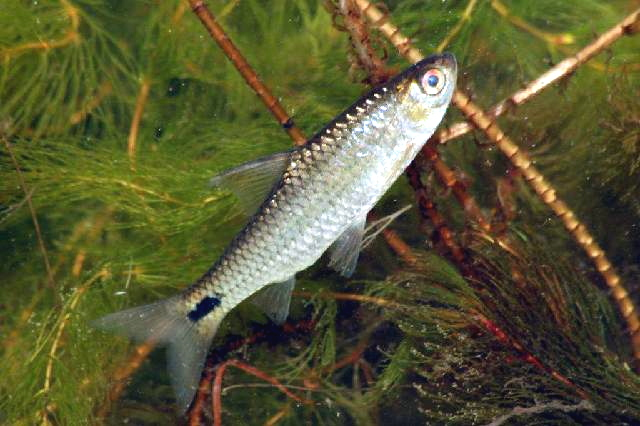
Barbus poechii
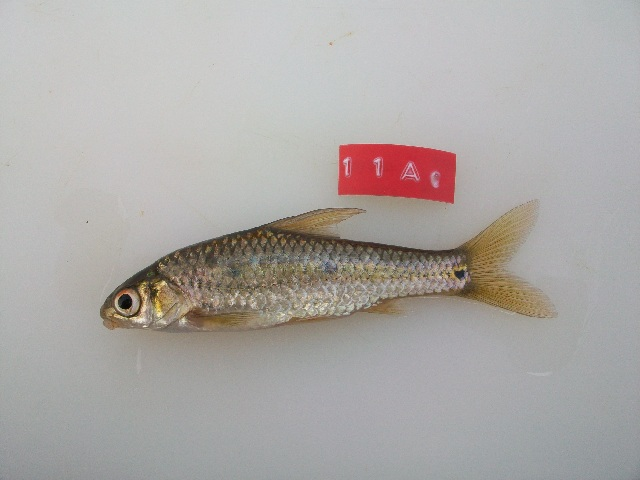
Barbus trimaculatus
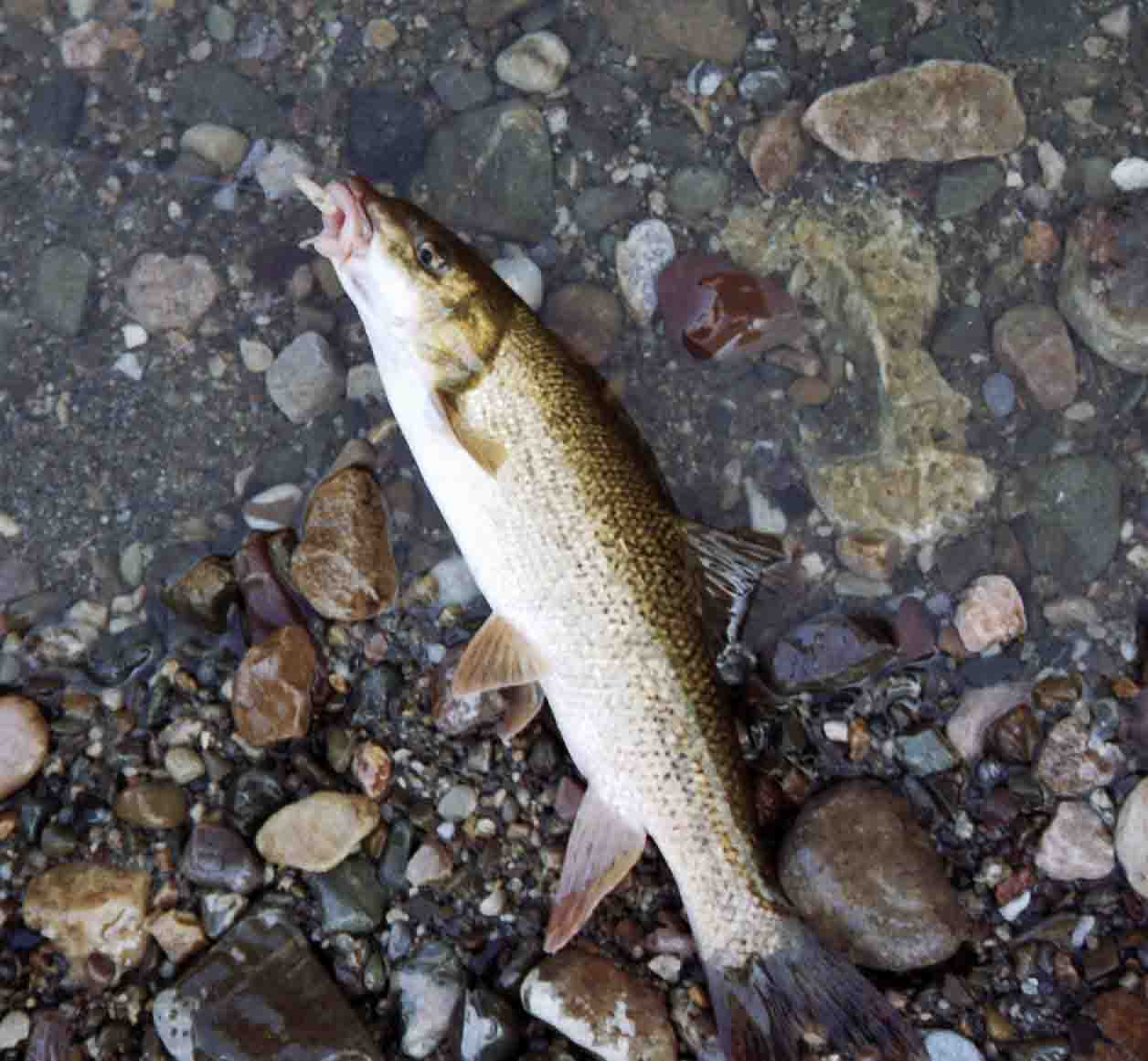
Barbus tyberinus
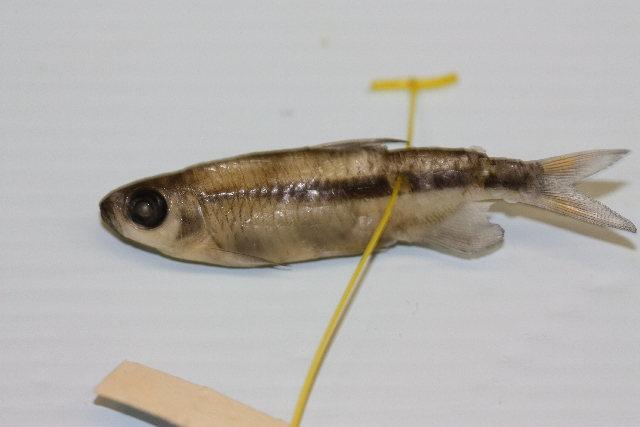
Barbus viviparus